# Harvard Mixtape
Harvard Mixtape è il secondo mixtape del cantautore italiano Achille Lauro, pubblicato il 17 settembre 2012.

## Tracce
1. Uccide La Moglie Con 50 Coltellate (Intro) – 0:55
2. Motorini (Amen) (feat. Simon P) – 2:41
3. Medley (Cocktail Tropicale + Di Che Cazzo Parli?) (feat. Crine J) – 3:27
4. Purgatorio (feat. Read QB) – 2:34
5. Supereroe Freestyle (feat. Simon P) – 1:43
6. Ketamina (feat. Read QB) – 1:31
7. Viscido Verme (Muggio) – 1:09
8. Rich Forever - Testamento – 3:48
9. Pagami (Rasty Kilo) – 3:30
10. Scarpe Coi Tacchi #2 – 2:16
11. Marziani (Barracruda) – 2:24
12. 20 Kili (feat. Sedato Blend) – 2:12
13. Good Am1lliee Freestylez (feat. TDC21) – 4:08
14. Sto Bene (feat. Sedato Blend) – 1:49
15. Leggenda (feat. Er Nero) – 1:50
16. Doppio Nome (Gogna) – 1:20
17. Vuoto #2 (Frigo) – 1:20
18. Clockwork (feat. Read QB) – 3:24
19. Dark Side (GiudaFellas) – 1:45
20. Massive Qttack (outro) – 2:22